# Kwietniewo
Kwietniewo (Duits: Königsblumenau) is een plaats in het Poolse district  Elbląski, woiwodschap Ermland-Mazurië. De plaats maakt deel uit van de gemeente Rychliki en telt 290 inwoners.